# Београдских пет
Група Београдских пет деловала је у периоду од 1953. до 1970. године. Чиниле су је следеће архитекте: Леонид Ленарчич, Милосав Митић, Иван Петровић, Иван Симовић и Михаило Чанак.